# ピーター・チャーニン
ピーター・チャーニン（Peter Chernin、1951年5月29日 - ）はアメリカ合衆国の実業家、映画プロデューサー。リブート版『猿の惑星シリーズ』のプロデューサーとして知られる。

## 製作に携わった作品

### テレビドラマ
下記の作品で製作総指揮を務めた。
- ブレイクアウト・キング Breakout Kings (2011-2012)
- New Girl / ダサかわ女子と三銃士 New Girl (2011-)
- Terra Nova 〜未来創世記 Terra Nova (2011)
- TOUCH/タッチ Touch (2012-2013)
- Ben&Kate Ben and Kate (2012-2013)

### 映画
- スパイ in デンジャー Spies in Disguise (2019)
- アンダーウォーター Underwater (2020)
- EMMA エマ Emma. (2020)
- 愛しい人から最後の手紙 The Last Letter from Your Lover (2021)
- 刑事ジョン・ルーサー: フォールン・サン Luther: The Fallen Sun (2023)
- バック・イン・アクション Back in Action (2024)